# Elf hoch

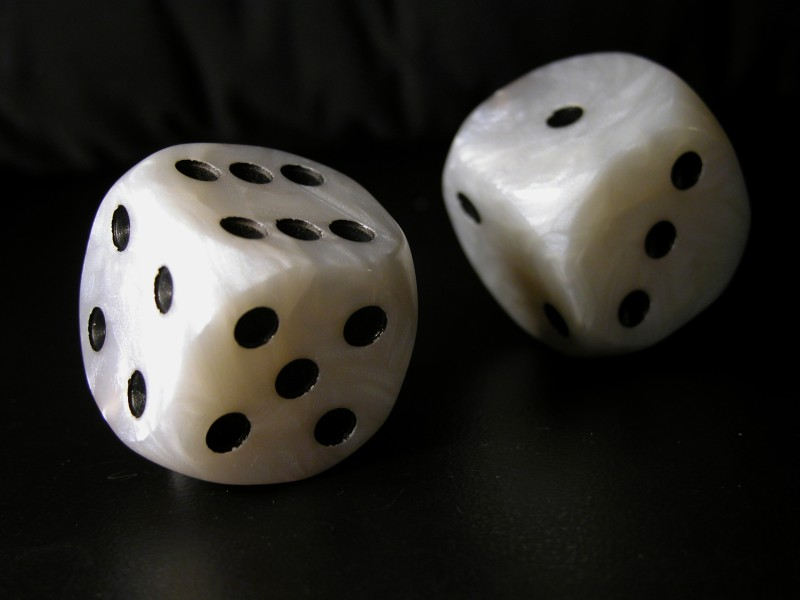
Spielwürfel

Elf hoch ist ein einfaches Glücksspiel mit zwei bzw. drei Würfeln für zwei oder mehr Personen. 

## Elf hoch mit zwei Würfeln

### Die Regeln
Die folgende Regel basiert auf Regelbüchern aus Spielesammlungen der Firmen Klee-Spiele und West Side.
Zu Beginn zahlt jeder Spieler eine Marke in die Kasse.
Wenn ein Spieler an der Reihe ist, wirft er zwei Würfel.
- Wirft er zwölf Augen, so muss er zwölf Marken in die Kasse zahlen oder – nach anderer Variante – den Inhalt der Kasse verdoppeln.
- Wirft er elf Augen, so darf er den Inhalt der Kasse einziehen, und jeder Teilnehmer zahlt erneut eine Marke in die Kasse.
- Wirft er zehn oder weniger Augen, so muss er so viele Marken in die Kasse zahlen, wie ihm auf elf Augen fehlen, d. h. wirft er etwa sieben Augen, so muss er 11 − 7 = 4 Marken in die Kasse zahlen.

### Ergänzungen
Elf hoch ist – falls mit Verdoppeln gespielt wird – ein für die Teilnehmer sehr risikoreiches Spiel: Man muss zwar in einer einzelnen Runde zumeist nur vier bis fünf Spielmarken zahlen (im Mittel wirft man sieben Augen, d. h. es fehlen vier Augen auf elf) – es kann aber durchaus vorkommen, dass längere Zeit kein Elfer aber mehrere Zwölfer geworfen werden und ein Spieler sodann mehrere Tausend Marken in die Kasse zahlen müsste.
Es ist daher auch bei dieser Spielart unbedingt erforderlich, ein Maximum zu vereinbaren, sodass ein Spieler, falls er zwölf Augen wirft, nicht mehr als diesen Höchstbetrag bezahlen muss. 

## Elf hoch mit drei Würfeln
Auf der Liste verbotener Spiele des k.u.k. Justizministeriums von 1904 findet sich „Elf hoch (mit 3 Würfeln)“ – die Regeln dieses Spiels, so wie sie in Friedrich Antons Encyklopädie der Spiele, Leipzig 1889, wiedergegeben sind, entsprechen denen des Würfelspiels Paschen.